# Alcaxi
Guiatadim Janxide ibne Maçude Alcaxi (em árabe: غیاث‌الدین جمشید کاشانی; romaniz.: Ghiyāth al-Dīn Jamshīd ibn Masʾūd al-Kāshī; Caxã, ca. 1380 — Samarcanda, 22 de junho de 1429), melhor conhecido somente como Alcaxi, foi um matemático e astrônomo persa a quem é atribuído o desenvolvimento do teorema lei dos cossenos e a realização do cálculo da constante 2π com 9 dígitos sexagesimais de precisão, sendo equivalente a 16 dígitos decimais de precisão.
Foi considerado o Segundo Ptolomeu.